# Ourapteryx
Genre
Ourapteryx est un genre de lépidoptères (papillons) de la famille des Geometridae, de la sous-famille des Ennominae.

## Principales espèces
- Ourapteryx horishana
- Ourapteryx maculicaudaria
- Ourapteryx obtusicauda
- Ourapteryx picticaudata

Ourapteryx yerburii ssp.

- Ourapteryx sambucaria (Linnaeus, 1758) - la Phalène du sureau ou Phalène soufrée (seule espèce européenne).